# Windsor Heights (Virginia Occidentale)
Windsor Heights è un comune degli Stati Uniti d'America, situato nello Stato della Virginia Occidentale, nella Contea di Brooke.